# Pirata timidus
Pirata timidus är en spindelart som först beskrevs av Lucas 1846.  Pirata timidus ingår i släktet Pirata och familjen vargspindlar.
Artens utbredningsområde är Algeriet. Inga underarter finns listade i Catalogue of Life.